# Wurftechnik (American Football)
Im American Football gibt es im Wesentlichen drei Wurftechniken, die sich darin unterscheiden, wozu der Wurf dienen soll.

## Griff und Wurf

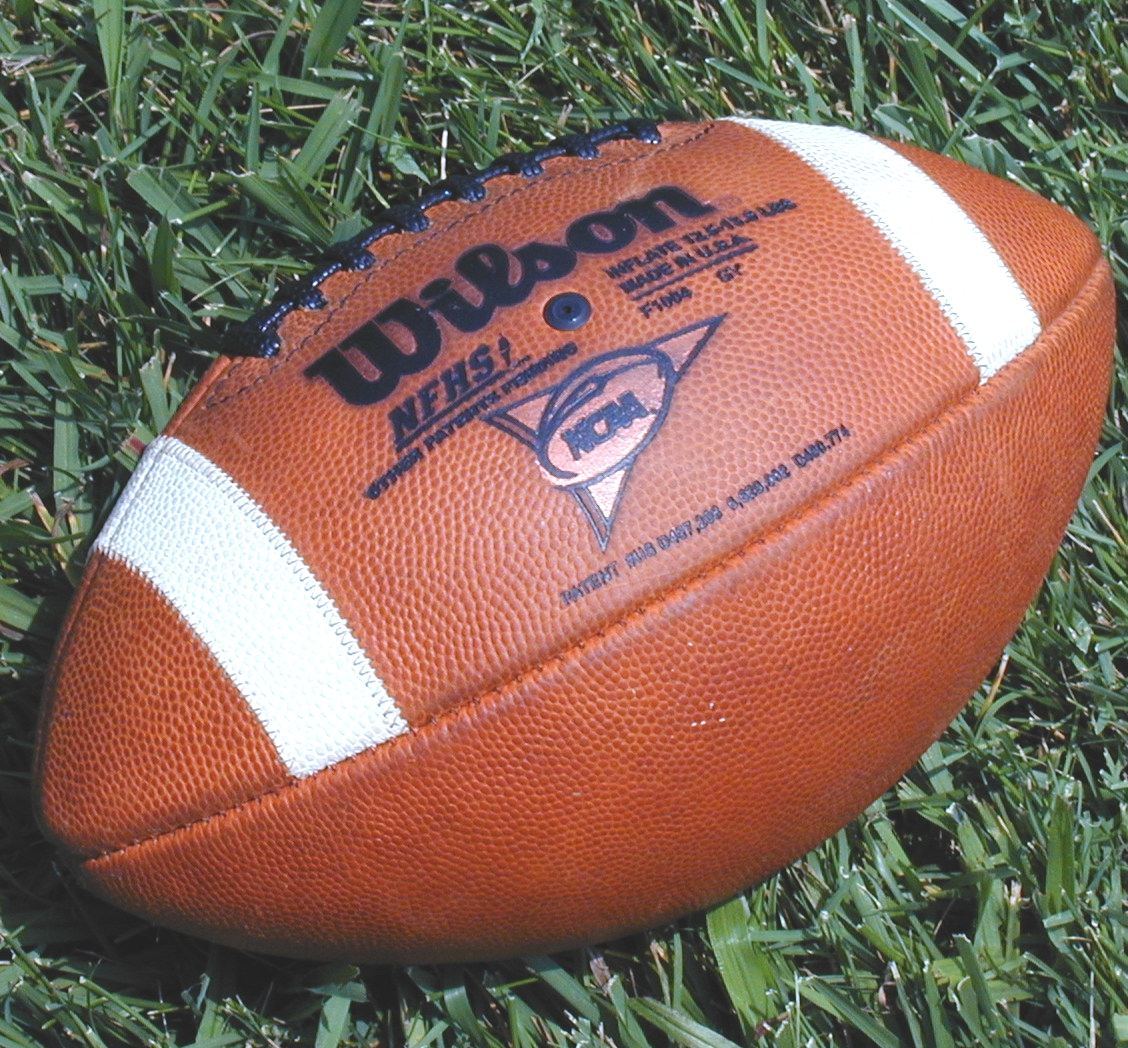
Football mit schwarzer Naht und weißen Streifen

Beim Greifen des Balles sollte der Ringfinger hinter der zweiten, dem Werfer zugewandten Naht liegen und der Zeigefinger vor dem ersten Streifen liegen. Der kleine Finger sollte unterhalb der Naht liegen und der Daumen unterhalb des Zeigefingers. Der Mittelfinger sollte vor der Naht und hinter dem weißen Streifen liegen. Der Football sollte dabei nicht zu eng gehalten werden, zwischen Ball und Handfläche sollte ein kleiner Raum sein. Jeder Finger hat dabei bestimmte Aufgaben. Der Daumen gibt Halt, mit dem Zeigefinger wird gezielt und eine Hebelwirkung erzielt, der Mittelfinger gibt Gleichgewicht und Spin. Der Ringfinger und kleine Finger sorgen für Abstand sowie Spin. Es existieren auch Grifftechniken, bei denen auch der kleine Finger auf der Naht liegt. Seltener wird der Ball auch ohne besondere Nutzung der Naht gegriffen, Troy Aikman ist dabei einer der bekanntesten Anwender dieser Technik.
Beim Werfen sollte der Ball auf Höhe des Ohres sein, Arm und Schulter sollten ein „L“ bilden. Schultern und Oberkörper sollten gerade sein, der Ellenbogen in der L-Form und der Fuß des Standbeines sollten auf das Ziel oder den Passempfänger zeigen. Nach dem Loslassen sollte die Hand sich bis zur gegenüberliegenden Hüfte weiterbewegen. Während des Loslassens sollte die vordere Spitze des Balles leicht nach oben zeigen und der Ball sollte über die Fingerspitzen abgerollt werden. Dadurch wird dem Ball ein Drehung mitgegeben, dem sogenannten „Spiral“. Beim korrekten Wurf kommt es zu einer Pronation, erkennbar an der am Ende der Wurfbewegung nach vorne zeigenden Handinnenfläche und einem nach unten zeigenden Daumen. Bei falschem Wurf, bei dem das Handgelenk nach innen und nach unten bewegt wird, kommt es zu einer Supination, erkennbar an der nach innen zeigenden Handinnenfläche und dem nach oben zeigenden Daumen. Ziel des Spirals ist, durch die Rotation eine höhere Richtungsstabilität zu erzielen und damit eine höhere Zielgenauigkeit zu erreichen. Nachteilig ist jedoch, dass durch die Energiezuführung in die Rotationsbewegung weniger Energie für die Beschleunigung zur Verfügung steht, weshalb der Ball nicht ganz so weit und ganz so schnell geworfen werden kann. Ein korrekt geworfener Spiral hat 7,5 bis 10 Umdrehungen pro Sekunde.

## Lob Pass
Unter einem Lob Pass (oder auch Deep Pass, falls der Wurf besonders weit ist) versteht man im American Football einen Wurf, der in einem Bogen verläuft. Er wird vor allem dann eingesetzt, wenn ein besonders weiter Wurf tief in das Feld hinein erforderlich ist. Hier erfolgt der Release relativ früh, so dass der Ball steiler in die Luft fliegt und dadurch einen hohen Bogen durchläuft, bevor er schließlich den Passempfänger erreicht. Für einen weiten Pass ist neben einem guten Wurfarm vor allem eine ausgezeichnete Technik nötig, da neben Kraft auch die Präzision eine große Rolle spielt.
Ein Lob Pass hat den Vorteil, dass eine Interception während der Flugphase praktisch unmöglich ist. Zudem kann der Wurf um einiges weiter erfolgen als bei einem Bullet Pass. Da der Ball jedoch relativ lange in der Luft ist, hat auch die Defense bessere Chancen, darauf zu reagieren und den Ball vom Passempfänger zu blocken oder gar abzufangen. Es gehört daher zu den Fähigkeiten eines guten Quarterbacks, die Situation auf dem Feld in wenigen Augenblicken korrekt zu analysieren und die beste Entscheidung zu treffen. Dazu gehört auch die Entscheidung, ob, wie und zu welchem Spieler der Pass erfolgt.

## Bullet Pass
Der Bullet Pass stellt gewissermaßen das Gegenteil des Lob Pass dar: Der Ball wird nicht in einem hohen Bogen, sondern auf direktem Wege, nahezu in einer geraden Linie, geworfen. Die Bezeichnung "Bullet" Pass (engl. bullet = "Geschoss") leitet sich davon ab, dass ein solcher Pass in der Regel sehr hart geworfen wird. Wie bei einem Lob Pass ist auch hier das korrekte Werfen des Balls als Spiral (siehe oben) wichtig, um eine präzise Flugbahn zu garantieren. 
Der Vorteil eines Bullet Pass liegt darin, dass die Defense praktisch keine Zeit hat, auf den Wurf zu reagieren und zu dem möglicherweise ungedecktem Passempfänger zu gelangen, bevor dieser den Ball fängt. Der Nachteil eines Bullet Pass besteht jedoch darin, dass die relativ niedrige Flugbahn eine Interception des Balls auf der gesamten Strecke der Flugbahn ermöglicht. Zudem ist die Wurfweite eines Bullet Pass stärker begrenzt.

## Pitch
Der Pitch (auch backward pass oder lateral pass) ist ein Pass quer zu den Seitenlinien oder nach hinten und zählt daher nicht als Vorwärtspass. Er wird meist als kurzer Wurf über eine kleine Distanz eingesetzt und nur selten wie ein richtiger Pass geworfen.
Eingesetzt wird ein solcher Pitch in bestimmten Laufspielzügen, wie zum Beispiel den so genannten Toss Plays, bei welchen der Fullback und Halfback zur Seitenlinie rennen. Der Quarterback wirft dann den Pitch zum Halfback, der hinter dem als Blocker fungierenden Fullback läuft. Eine andere Einsatzmöglichkeit sind Trickspielzüge wie der Flea Flicker. Hierbei wird der Ball per Hand-Off an den Runningback übergeben, der antäuscht, durch die Mitte zu laufen. Dann dreht er sich um und wirft den Ball per Pitch zurück zum Quarterback, der wiederum einen meist weiten Pass zu einem ungedeckten Wide Receiver wirft. Es gibt jedoch viele Variationen dieses Spielzugs.

## Pump Fake
Der Pump Fake ist ein angetäuschter Wurf des Quarterbacks. Ziel ist vor allem, dass der Pass Rush zögert, um einen möglichen Pass zu verteidigen, statt den Quarterback weiter zu attackieren und die Passverteidigung in eine andere Richtung zu locken und den eigentlich anvisierten Passempfänger mehr Freiraum zu ermöglichen. Unterschieden wird zwischen einem soft Fake (weiche Täuschung), bei dem nur der Wurfarm angehoben wird, und einem hard Fake (harte Täuschung), bei dem die Wurfbewegung ausgeführt wird, aber statt den Ball loszulassen wird er zum Körper zurückgezogen. Der Pump Fake ist vor allem gegen die Raumdeckung geeignet, da hier die Verteidiger mehr auf den Quarterback und weniger auf die Receiver achten.